# Missões diplomáticas da Somália

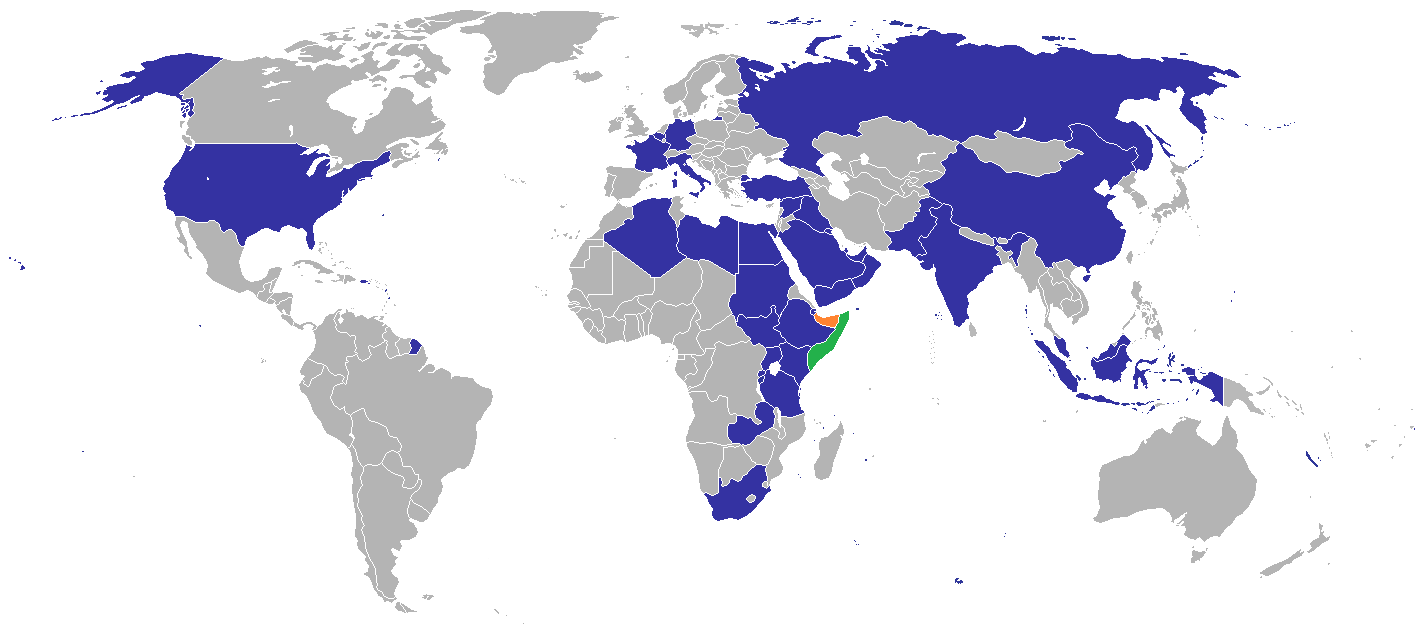
Missões diplomáticas da Somália.

Abaixo estão listadas as embaixadas e/ou consulados da Somália. Possui missões diplomáticas em 19 países do mundo.

## Europa

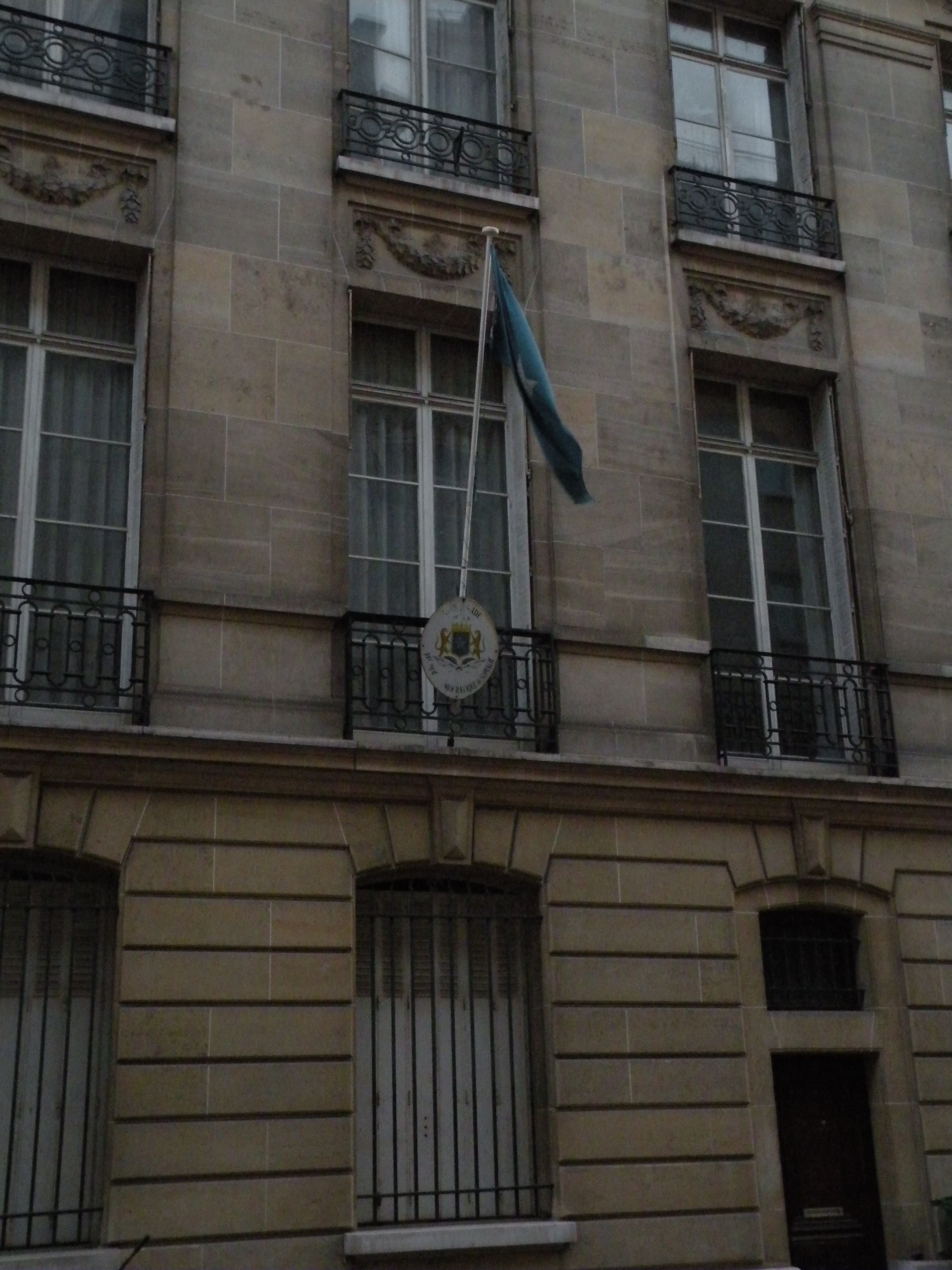
Embaixada da Somália em Paris.

- Alemanha
  - Berlim (Embaixada)

- Bélgica
  - Bruxelas (Embaixada)

- França
  - Paris (Embaixada)

- Itália
  - Roma (Embaixada)

- Portugal
  - Lisboa (Embaixada)

- Espanha
  - Madri (Embaixada)

- Suíça 
  - Berna (Embaixada)

- Países Baixos
  - Amesterdão (Embaixada)

- Rússia
  - Moscou (Embaixada)

- Reino Unido
  - Londres (Embaixada)

## Oriente Médio
- Arábia Saudita
  - Riad (Embaixada)
  - Jeddah (Consulado-Geral)

- Emirados Árabes Unidos
  - Abu Dhabi (Embaixada)
  - Dubai (Consulado-Geral)
- Kuwait
  - Cidade do Kuwait (Embaixada)
- Omã
  - Mascate (Embaixada)
- Catar
  - Doha (Embaixada)

- Iêmen
  - Sana (Embaixada)
  - Aden (Consulado-Geral)

- Irão
  - Teerã (Embaixada)

- Turquia
  - Ancara (Embaixada)

## ÁfricanS
- Argélia
  - Algiers

- Djibuti
  - Djibouti (Embaixada)

- Egito
  - Cairo (Embaixada)

- Quênia
  - Nairóbi (Embaixada)

- Etiópia
  - Adis-Abeba (Embaixada)

- Sudão
  - Cartum (Embaixada)

- Níger  Nigéria
  - Abuja (Embaixada)

- República Democrática do Congo
  - Quinxassa (Embaixada)

- África do Sul
  - Pretória (Embaixada)

## ÁsianS
- China
  - Pequim (Embaixada)
- Índia
  - Nova Déli (Embaixada)
- Indonésia
  - Jacarta (Embaixada)
- Japão
  - Tóquio (Embaixada)
- Coreia do Sul
  - Seul (Embaixada)
- Paquistão
  - Islamabade (Embaixada)

## AméricaS
- Argentina
  - Buenos Aires

- Brasil
  - Brasília (Embaixada)

- México
  - Cidade do México (Embaixada)

- Canadá
  - Ottawa

- Estados Unidos
  - Washington, D.C. (Embaixada)

## Organizações multilaterais
- Nova Iorque (Delegação ante as Nações Unidas)
- Genebra (Delegação ante as Nações Unidas)